# Königstein (Saské Švýcarsko)
Königstein ( [ˈkøːnɪkˌʃtaɪ̯n], zastarale česky někdy Karlův Kámen) je malé město ležící na řece Labi v německé spolkové zemi Sasko. Náleží k zemskému okresu Saské Švýcarsko-Východní Krušné hory a má přibližně 2 100 obyvatel. Dominantou je pevnost Königstein nacházející se na stejnojmenné stolové hoře (361 m n. m.).

## Poloha a historie
V písemných pramenech je Königstein poprvé zmiňován roku 1379. Vznik středověkého městečka předcházela stavba hradu, který byl původně českým lénem (název odkazuje na vlastnictví českým králem) a plnil funkci strážního hradu. Samotné město bylo založeno na soutoku říčky Biela (Bělá) a Labe. Jeho rozvoj byl v následujících staletích omezen polohou mezi pískovcovými skalami Saského Švýcarska.

### Těžba uranu
V roce 1961 byl v pískovcové oblasti u Königsteinu zahájen geologický průzkum a v roce 1963 bylo poblíž obce Leupoldishain, vzdálené cca 2 km vzdušnou čarou směrem na západ od königsteinské pevnosti objeveno ložisko uranové rudy. Těžba byla zahájena v roce 1967 a postupně zde v prostoru mezi městečkem Königstein a vesnicemi Struppen, Hütten, Langenhennersdorf a Bielatal vzniklo velké těžební pole o rozloze 7,1 km². Do roku 1990 bylo z tohoto ložiska získáno 18 006 tun uranu.

## Správní členění
Königstein se dělí na 3 místní části:
- Königstein
- Leupoldishain, včetně Nikolsdorfu
- Pfaffendorf

K městu Königstein rovněž náleží vesnice Ebenheit, Elbhäuser, Halbestadt a Hütten, které ovšem nemají status místní části.

## Památky
- pevnost Königstein
- evangelicko-luterský kostel Panny Marie z poloviny 15. století
- římskokatolický kostel Neposkvrněného početí Panny Marie z let 1910–1911
- hřbitovní kaple z roku 1880
- apoštolský kostel
- podstávkový dům z roku 1587

## Politika
Ve volbách starostů konaných 12. června 2022 byl starostou opět zvolen Tobias Kummer (CDU), který získal 68,6 % hlasů.